# ساندي بريدج
ساندي بريدج هو الاسم الذي يطلق على معالجات انتل x86 من الجيل الثاني، التي بدأ إنتاجها بعد معالجات نيهالم.
طبعت هذه المعالجات ضوئيا على قياس 22 و32 نانومتر وبدأ تسويقها في يناير 2011.
استخدم في هندسة هذه المعالجات تكنلوجيا جديدة معتمدة على عمليات اتجاهية جديدة من نوع " Advanced Vector Extensions" بعد تبديل عمليات "Streaming SIMD Extensions" المستخدمة سابقا.

## من أهم مميزات ساندي بريدج عن جيل «نيهالم» الذي سبقها:-
- فك تشفير الأوامر وتسجيل النتيجة في ذاكرة مخبئية عند المستوى الأول.[2]
- ذاكرة مخبأة من المستوى الثالث L3 Cache
- 3 وحدات حساب ومنطق ALU محسنة، ووحدتي عمليات اتجاهية لكل نواة من أنوية المعالج Core .
- عمليتي تحميل/خزن لكل قناة ذاكرة في كل دورة ساعة.
- ذاكرة مخبأة لفك شفرة العمليات المصغرة، متنباء بتفرع معزز ومحسن.
- يحوي ساندي بريدج على ذاكرة تخزين مؤقت ضعف الموجود بمعالج ناهليم.
- تعزيز الأداء في العمليات الحسابية، وخوازميات/تعليمات التشفيرة AES .
- حلقة توصيل بين أنوية المعالج بعرض 256 بت.
- متحكم الذاكرة وكرت الشاشة أصبح مدمج بذاخل المعالج، بعكس الأجيال السابقة له التي كانت تضع المتحكمات في قالب منفصل، ماقلل من التأخير الحاصل في هذه المتحكمات.
- من 14-19 مرحلة من أنابيب المعالجة.
- زيادة ROB من 128 مدخل إلى 168
- زيادة ذاكرة المؤقتة للمجدول من 26 عنصر إلى 54 .